# Aziz Suryal Atiya
Aziz Suryal Atiya (ur. 5 czerwca 1898, zm. 24 września 1988) – egipski historyk, twórca koptologii. 

## Wybrane publikacje
- The Arabic Manuscripts of Mount Sinai: A Hand-list of the Arabic Manuscripts and Scrolls Microfilmed at the Library of the Monastery of St. Catherine (1955). ASIN B0006AU4NM.
- The Coptic Encyclopedia, t. 1 (1991). ASIN B000VO57ZI.
- The Copts and Christian Civilization (1979). ISBN 978-0-87480-145-3.
- Crusade, Commerce and Culture (1962). ISBN ASIN B0000CLOTM.
- The Crusade (1977). ISBN 978-0-8371-8364-0.
- The Crusade Historiography and Bibliography (1962). ASIN B0000CLOU1.
- The Crusade in the Later Middle Ages, 2nd. ed. (1970). ASIN B0006D07U4.
- The Crusade of Nicopolis (1934). ASIN B0008620YK.
- Crusades (1962). ISBN 978-0-19-690008-7.
- Egypt and Aragon: Embassies and Diplomatic Correspondence Between 1300 and 1330 A.D. (1966). ASIN B0007J1LYI.
- A Fourteenth Century Encyclopedist from Alexandria (1977). ASIN B0006XYA4I.
- A History of Eastern Christianity (1968). ISBN 978-0-527-03703-1. ASIN B000IOZ7AG.
- The Monastery of St Catherine and the Mount Sinai Expedition (1952). ASIN B0007EBOK4.

## Publikacje w języku polskim
- Historia kościołów wschodnich, przekład zbiorowy, Warszawa: "Pax" 1978.